# Matt Letscher
Matthew Letscher (Grosse Pointe, 26 de junho de 1970) é um ator e dramaturgo americano, conhecido por interpretar Eobard Thawne (Flash Reverso) nas séries The Flash e Legends of Tomorrow.

## Biografia
Letscher nasceu em Grosse Pointe, Michigan. Ele frequentou a faculdade na Universidade de Michigan em Ann Arbor, MI ele foi um membro da fraternidade Sigma Nu.
É conhecido por estrelar a série de TV, Good Morning, Miami, e por interpretar o personagem recorrente d Eric Garett em Joey e pelo papél de Harrison Love em The Mask of Zorro. Também estrelou a comédia romântica Lovelife (1996) contrario a Saffron Burrows, Carla Gugino e Sherelyn Fenn e tem um papel recorrente em The New Adventures of Old Christine.
Em 2000 Matt retrata o Beach Boy Mike Love em The Beach Boys: An American Family um série de TV. Ele interpretou o coronel Adelbert Ames, comandante do 20º Regimento de Infantaria Voluntaria no filme da adaptação da novela de Jeffrey Shaara, Deuses e Generais. Em 2004 viveu Guy Stone em Straight-Jacket, um astro gay de filmes dos anos 50 baseado em Rock Hudson.
Em junho de 2007, foi ao palco na Purple Rose Theatre Company de Jeff Daniels em Chelsea, Michigan na peça Sea of Fools.  
Ele estrelou, na o novo drama Eli Stone, como Nathan Stone o irmão do personagem titulo que é médico. Ele poderá ser visto em Towelhead, do escritor, Alan Ball de Beleza Americana. Ele foi convidado especial na terceira temporada da série da ABC Brothers & Sisters que tinha um interese roma escntico por Kitty Walker (Calista Flockhart). Em junho de 2009, ele foi a estrela convidada para Entourage, interpretando um executivo de TV.     
Letscher foi convidado especial em Criminal Minds no episodio Broken Mirror interpretando Vincent Shyer um agente de campo do FBI.Ele tinha um papél recorrente durante a primeira temporada do drama da ABC, Scandal
Começando no outono de 2012, ele apareceu no novo programa da the CW The Carrie Dieries. Letscher está pronto para interpretar o pai de uma Carrie Bradshaw, Tom.
Matt ficou bastante famoso por fazer o papel de Flash Reverso na série The Flash (2014).
Ele retornou na 2° temporada de The Flash fazendo novamente o papel de Flash Reverso no episódio "O Retorno do Flash Reverso", e aparece no último episódio da segunda temporada de The Flash. Teve nova participação no primeiro episódio da 3° temporada de The Flash e protagonizou a 2º temporada de DC Legends of Tomorrow, sendo um dos vilões principais, novamente no papel de Flash Reverso como líder da Legião do Mal.